# Petirsari
Petirsari is een bestuurslaag in het regentschap Wonogiri van de provincie Midden-Java, Indonesië. Petirsari telt 1894 inwoners (volkstelling 2010).